# Sumi Jo
Sumi Jo (sinh ngày 22 tháng 11 năm 1962 tại Seoul, Hàn Quốc) là một ca sĩ opera người Hàn Quốc. Cô là nghệ sĩ Hàn Quốc đầu tiên được đề cử và đã nhận một giải Grammy dành cho giọng lirico coloratura soprano tại Hàn Quốc năm 1993.

## Tiểu sử
Sumi Jo sinh ra tại thủ đô Seoul, Hàn Quốc. Mẹ cô là một nghệ sĩ piano và ca sĩ nghiệp dư. Từ nhỏ, Sumi Jo đã được làm quen và yêu thích âm nhạc. Cô đã được dạy những bài tập âm nhạc cơ bản tại gia đình.
Năm 1976, Sumi Jo học trường nghệ thuật Sun Hwar và tốt nghiẹp năm 1980 về thanh nhạc và piano. Cô hoàn thành việc học nhạc tại trường đại học tổng hợp Seoul từ năm 1980 đến 1983. Cô tham gia nhiều cuộc thi thanh nhạc sau đó. Cô có buổi diễn đầu tiên với vai Susanna trong vở Đám cưới của Figaro của Mozart. Cuối năm 1983, cô rời Hàn Quốc đi học Accademia di Santa Cecilia ở Roma, Ý. Cô học 2 giảng viên là Carlo Bergonzi, Giannella Borelli. Sau đó, cô được giọng nữ cao kỳ cựu Elisabeth Schwarzkopf dẫn dắt tham gia nhiều cuộc thi, nhiều buổi đơn ca.
Năm 1986, Sumi Jo và giọng nữ trung Cecilia Bartoli được nhạc trưởng danh tiếng Herbert von Karajan hướng dẫn.

## Sự nghiệp
Năm 1990, cô có buổi debut tại nhà hát opera Chicago với vai Gilda trong opera Rigoletto của Verdi. Sau đó, cô diễn vai Oscar trong vở Un ballo in maschera cùng với Placido Domingo tại Salzburg Festival năm 1987. Sau đó, cô diễn lại vai Gilda tại nhà hát Metropolitan trong gần 10 năm.
Năm 1990, cô diễn vai Nữ hoàng Đêm tối trong vở Cây sáo thần của Mozart. Buổi diễn thành công vang dội. Sau đó, cô diễn thêm vai Lucia trong vở Lucia di Lamemmoor của Donizetti. Thành công nối tiếp thành công, cô diễn nhiều vai trong những vở opera khác như Violetta (Trà hoa nữ, Verdi), Rượu tình (Donizetti), Dinorah (Meyerbeer).
Không chỉ bó hẹp trong dòng nhạc cổ điển, Sumi Jo còn biểu diễn nhiều bản nhạc Jazz, ballad như Besame mucho
Năm 2002 và 2008, Sumi Jo vinh dự được hát chào mừng World Cup 2002 tại Seoul và Thế vận hội Olympic Bắc Kinh 2008 với aria Sempre Libera trong vở Trà hoa nữ của Verdi.

#### Sự nghiệp ghi âm
- Die Frau ohne Schatten
- Un ballo in maschera
- The Ninth Gate
- Love Never Dies
- Mildred Pierce